# Sperchonopsis ovalis
Sperchonopsis ovalis är en kvalsterart som beskrevs av Marshall 1929. Sperchonopsis ovalis ingår i släktet Sperchonopsis och familjen Sperchonidae. Inga underarter finns listade i Catalogue of Life.